# František Horniak
František Horniak (* 16. června 1956, Žikava) je slovenský rytec poštovních známek.

## Život
Základní školu absolvoval v Žikavě a v Topoľčiankách. Potom vystudoval Střední uměleckoprůmyslouvou školu v Kremnici, se zaměřením na plošné a plastické rytí kovů.
Od roku 1981 byl zaměstnán v tehdejší Technické ústředně spojů v Bratislavě (nyní Technická ústředna pošt).

## Dílo
Od roku 1981 se věnuje tvorbě příležitostných poštovních razítek, od roku 1991 tvoří známkové rytiny. Je oceňován jako tvůrce rytiny nejkrásnějších známek roku na Slovensku.

## Výstavy v České republice
Česká pošta uspořádala v Poštovním muzeu v Praze výstavu František Horniak: 60 nejlepších rytin (od 24. 6. do 11. 9. 2016) a vydala k této příležitosti příležitostnou dopisnici.